# سوني موستيفار
سوني موستيفار (بالفرنسية: Sony Mustivar)‏ (12 فبراير 1990 بأوبارفيلييه في فرنسا - ) هو لاعب كرة قدم فرنسي في مركز الوسط. شارك مع منتخب فرنسا تحت 20 سنة لكرة القدم ومنتخب هايتي لكرة القدم. أما مع النوادي، فقد لعب مع سبورتينغ كانساس سيتي ونادي أورليانز ونادي باستيا ونادي بترولول بلويشتي ونادي نيفتشي باكو.

## وصلات خارجية
- سوني موستيفار على موقع رابطة كرة القدم الفرنسية للمحترفين (الإنجليزية)
- سوني موستيفار على موقع الدوري الأمريكي (الإنجليزية)
- سوني موستيفار على موقع قاعدة بيانات كرة القدم.إي يو (الإنجليزية)
- سوني موستيفار على موقع ناشيونال فوتبول تيمز (الإنجليزية)
- سوني موستيفار على موقع Soccerbase.com (لاعب) (الإنجليزية)
- سوني موستيفار على موقع Soccerway.com (الإنجليزية)
- سوني موستيفار على موقع عالم كرة القدم.نت (الإنجليزية)
- سوني موستيفار على موقع AS.com (الإسبانية)